# Mitologia irlandesa
La mitologia irlandesa és el recull de mites sobre déus i herois d'Irlanda que van sorgir en l'antiguitat i van perviure fins a l'edat mitjana, en què van ser cristianitzats i assimilats o van ser considerats simples llegendes. La mitologia irlandesa pertany a la mitologia celta i en comparteix nombrosos trets amb la britànica
Les fonts per a conèixer aquests mites són versions manuscrites medievals en què es recollien els relats orals que havien sobreviscut de generació en generació (però que poden haver estat alterats, ja que la majoria de compiladors eren monjos catòlics), així com restes disperses en la cultura popular. Les fonts registrades permeten dividir el cos de textos de la mitologia irlandesa en quatre cicles principals: el Cicle mitològic, el Cicle de l'Ulster, el Cicle fenià i el Cicle històric. A més, hi ha una gran quantitat de materials no cíclics. Tanmateix, només la saga irlandesa va romandre gairebé sense influència del cristianisme, tot i que tenen al·lusions i reminiscències d'històries bíbliques i fins i tot de mites de l'antiga Grècia.

## Elements celtes en la mitologia irlandesa
El problema principal de l'estudi de la mitologia celta és que fins avui han arribat molt poques fonts fiables; els celtes i la seva cultura són jutjats pels escrits dels antics erudits. S'ha de tenir cautela a l'hora d'interpretar la informació, ja que és difícil distingir el que és cert i el que és inventat, ja que els celtes van ser vençuts per Roma i ràpidament van ser romanitzats. Els mateixos autors antics van negar qualsevol biaix, i van veure i avaluar als celtes d'acord amb les seves creences sobre déus i jerarquia celestial; per exemple Juli Cèsar va escriure en els seus escrits que els gals adoraven principalment Mercuri, Apol·lo, Mart, Júpiter i Minerva, associant els déus gals amb els déus romans. En aquest sentit, aquesta va ser la situació d'Irlanda, sobretot des que va ser conquerida pels romans i va ser influenciada per una cultura estrangera.

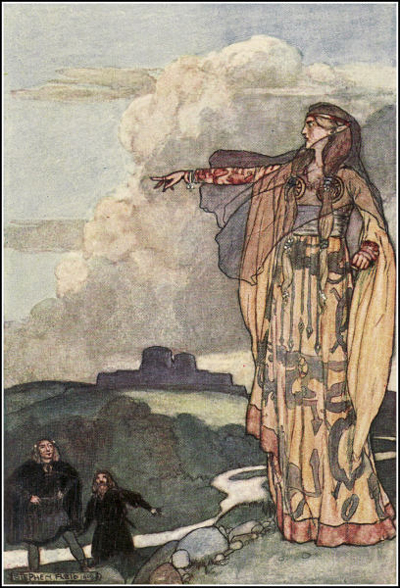
La deessa Macha, il·lustrada per Stephen Reid i Eleanor Halls, 1904
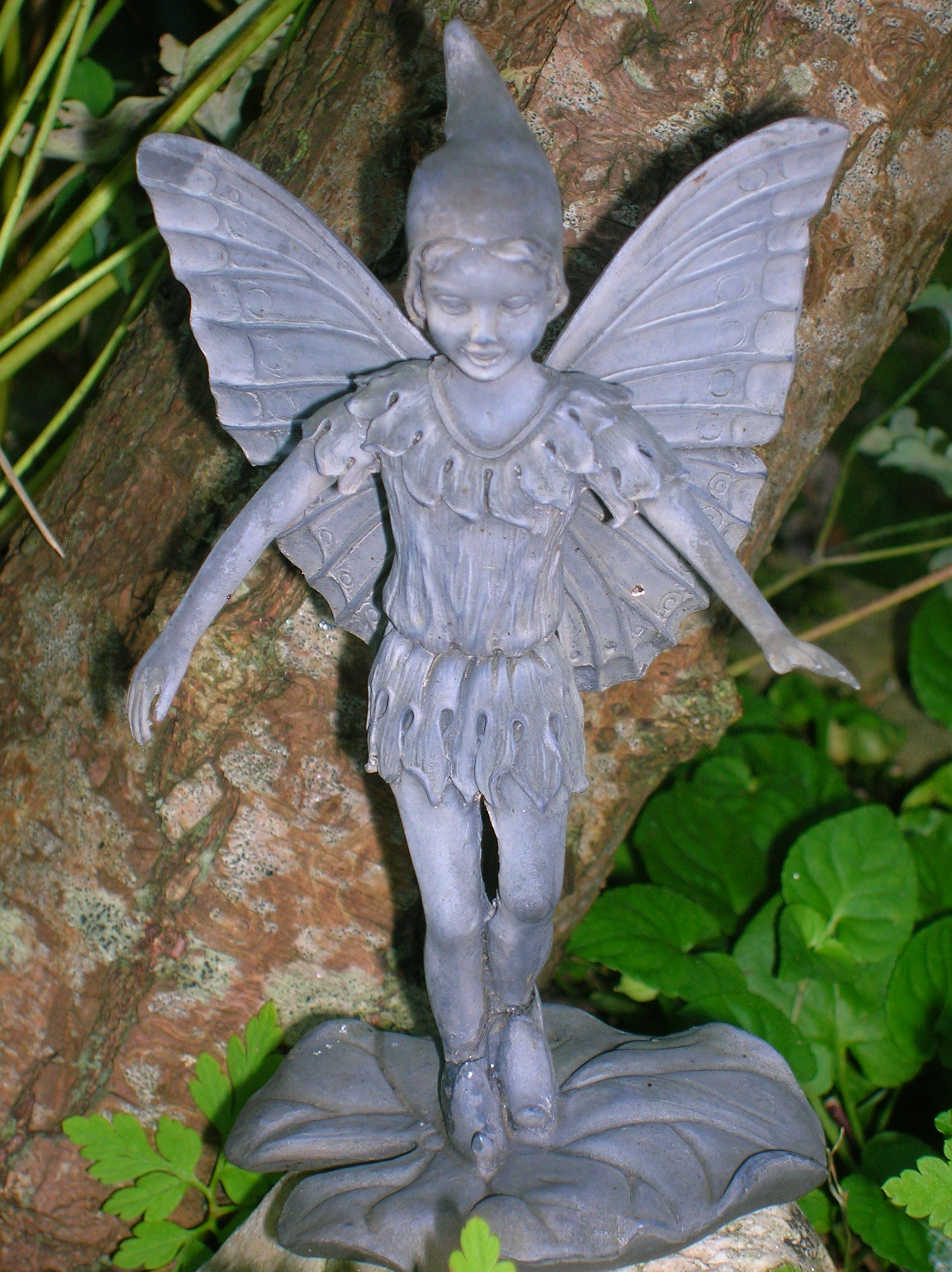
Una estàtua de resina d'una fada en un entorn natural
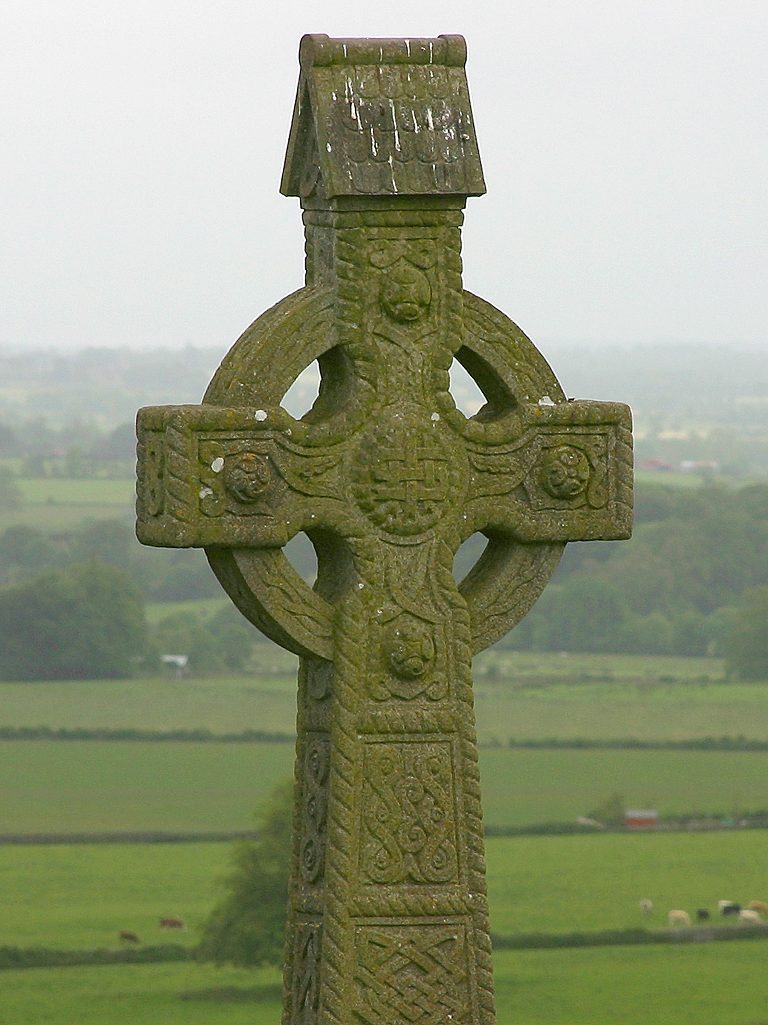
La creu celta és un símbol de la cultura celta
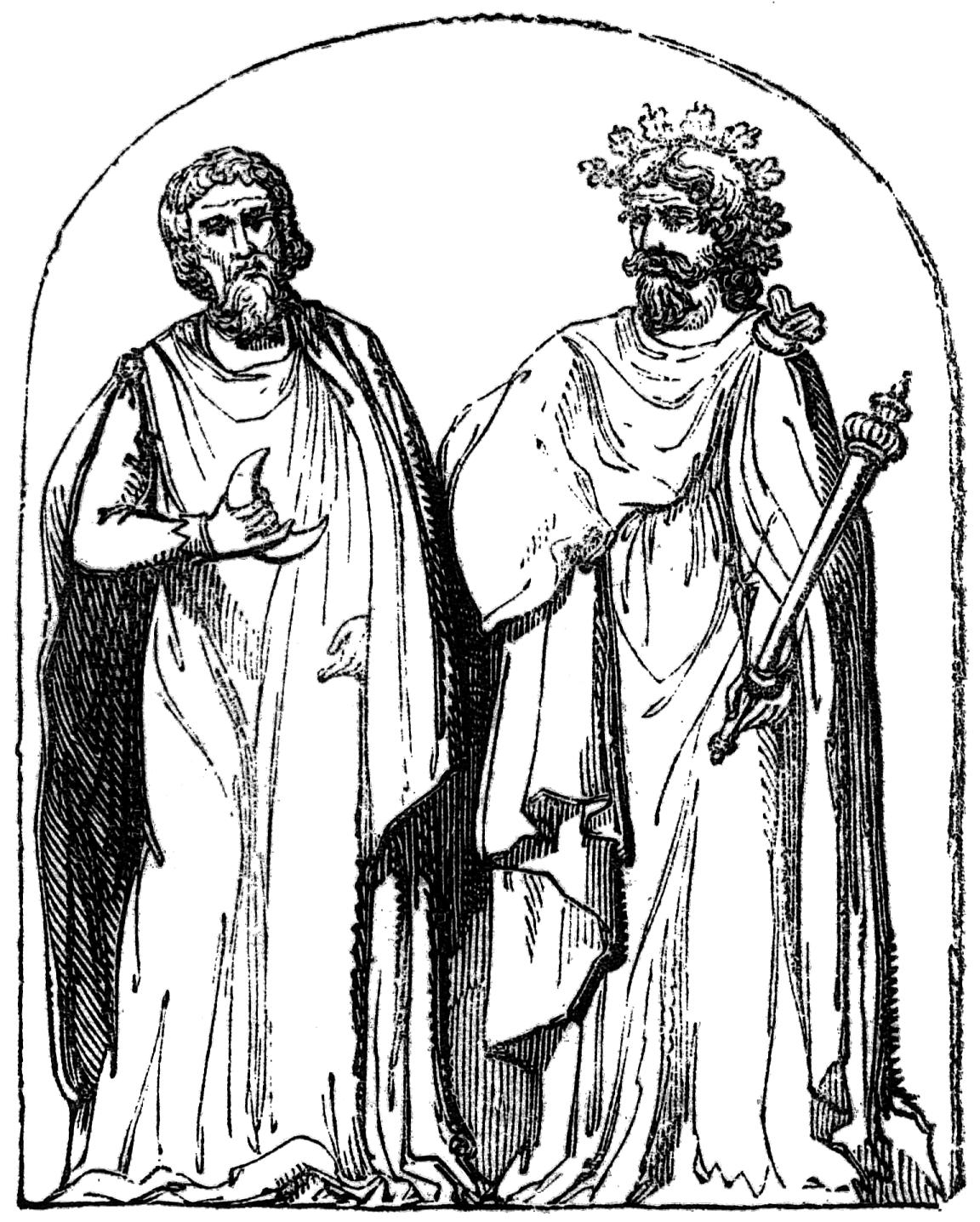
Dos druides. Gravat del segle xix basat en una il·lustració de 1719 de Bernard de Montfaucon

Un altre problema va ser el procés d'acceptació del cristianisme (segles iv-v), ja que la cristianització sempre ha estat acompanyada pel desplaçament de la cultura pagana. Afortunadament, la saga irlandesa ens ha arribat pràcticament desproveïda de la influència cristiana. Per aquest motiu, en l'estudi de la mitologia celta, el cos de llegendes irlandeses és de gran interès.

### Cosmogonia dels celtes
Hi ha poques tradicions celtes sobre la creació del món. La informació sobre la creació del món és incompleta. Les antigues llegendes irlandeses expliquen que els druides van crear el Sol, la Lluna, la Terra i el mar. Hi ha mites que el cel es recolza sobre pilars, muntanyes o sobre arbres alts. La creació de llacs, rius, illes i muntanyes s'associa amb els gegants; els llacs i rius van ser creats a partir de l'orina o sang dels gegants (segons altres versions, els llacs eren tombes que anaven excavant els herois antics-gegants), les illes són grans pedres que els gegants van llançar al mar, les muntanyes es van originar a partir dels materials que van llançar quan treballaven la terra. Les fonts van aparèixer per l'acció d'una fada o un sant.
Sovint, en els mites irlandesos, els sants reemplacen als déus; hi ha poques traduccions que gairebé no han estat influenciades per la cultura cristiana i europea. Per exemple, a les sagues irlandeses, els fets principals es combinen amb els mites grecs; a la batalla de Maige Tuired es diu que els esdeveniments descrits en aquesta saga es van produir simultàniament amb la Guerra de Troia.
Les petites tradicions que han sobreviscut i la fi del món, bàsicament, es barregen amb les creences cristianes (però val la pena aïllar la predicció de la deessa Badb sobre els signes de la fi del món). Shelter Yes Dergy tracta sobre la serp Leviatan, que enfonsa el Sòl i colpeja la Terra amb la seva cua per destruir el món.
Les històries irlandeses sobre la creació del món no tracten del començament del món en general, sinó de la creació del seu propi país, Irlanda. Els escrits sobre les primeres invasions i assentaments d'Irlanda solien complementar-se amb una tradició bíblica de la creació del món i l'home, ja que els escriptors van entendre la necessitat d'alguna cosa així, però no se sap del cert el que va ocórrer abans del cristianisme i possiblement no es sabrà mai. Nadezhda Shirokova escriu que «la cosmogonia i escatologia eren tan escasses en els celtes perquè la seva religió i la seva mitologia van romandre en un nivell primitiu durant molt de temps».

### Divinitats de la mitologia irlandesa
Depenent de les fonts, la importància de déus i deesses en la mitologia irlandesa varia. Els relats geogràfics (Dindshenchas) posen l'accent en la importància de les divinitats femenines, mentre que la tradició històrica se centra en els colonitzadors, inventors o guerrers amb els personatges femenins que només intervenen en episodis.
Les deesses estan vinculades a un lloc i semblen treure el seu poder d'aquest lloc. Són deïtats maternes que cuiden la terra i els nens. Sovint es relacionen amb la poesia, els oficis i la curació. Moltes semblen ser profètiques, especialment quan preveuen la mort i els canvis. El zoomorfisme és una característica important de moltes deïtats irlandeses. Badb Catha, el corb de la batalla, introdueix el zoomorfisme a les deïtats celtes d'ambdós sexes. En la tradició irlandesa, les deïtats masculines són menys zoomorfes que les deïtats femenines. També hi ha una presència en la mitologia irlandesa de la tríada, també anomenada «poder de tres», que expressa l'extrema potència d'una deïtat en lloc de dividir el poder. És un atribut més pronunciat entre les deïtats femenines, però pren diverses formes entre els déus. Dagda en anomenada amb dos noms més, Lug té dos germans, i hi ha els Tres déus de l'habilitat (Gobniu, Credne i Luchta).
Amb el temps, aquests déus van ser assimilats a fades i altres esperits del bosc pels vilatans convertits al cristianisme (i alguns d'ells, també a dimonis), per la qual cosa la presència de fades és molt freqüent en tota la mitologia irlandesa. Algunes de les criatures mitològiques, com la banshee o el leprechaun, són parents d'aquestes fades, que poden viure en solitari als boscos o en regnes sobrenaturals propis.

#### Deesses
Hi ha la manca d'una deessa de l'amor equivalent a Afrodita o Venus a causa del predomini de l'element matern en la cultura dels celtes. Hi ha diverses categories de deesses en la mitologia irlandesa: la Deessa mare, la Deessa estacional i la Deessa guerrera són algunes.
- Deesses Mare : A vegades, algunes d'aquestes deesses es consideren només una deessa, mentre que altres històries les tracten com a separades. Entre les deesses mare hi ha Anu (Ana) la deessa de la prosperitat i Danu (Dana).[7] A més, Brigit és una deessa mare que de vegades es considerada una només com una deessa i de vegades es considerada com les tres germanes Brigit (La Triple). Aquesta deessa és adorada per poetes i ferrers i és la deessa mare que vigila el part. Ella és una deessa de la prosperitat i porta abundància. Brigit també es pot classificar com una deessa estacional i es pot guanyar el seu favor enterrant un ocell viu on s'uneixen tres aigües com una forma de sacrifici. Sobreviu com Santa Brígida d'Irlanda en la fe cristiana i un folklore modern la converteix de llevadora de la Verge Maria.[8] La funció d'aquestes deesses implica tot el cicle de la vida, des del naixement fins a l'adolescència i la fertilitat. Protegeixen les forces que proporcionen les necessitats de la vida dins de casa vostra. Sovint es veuen com la mateixa Terra. La seva importància ha portat alguns estudiosos a proposar una organització social matrilineal i altres destaquen aquest argument com a propaganda feminista i neguen totes les indicacions d'importància.[4]
- Deesses estacionals: Aquestes deesses són patrones de les festes. Apareixen durant les grans festes d'Irlanda i donen abundància. Les principals deesses són les Macha: Carman, Tailtiu, Te, però hi ha altres deesses estacionals.[7]
- Deesses guerreres: Les deesses guerreres sovint estan lligades a dones guerreres perquè hi ha proves històriques de dones que porten a les seves tribus a la batalla.[4] Moltes vegades, les deesses guerreres es representen en un trio. Aquest trio pot canviar per incloure diferents deesses. Regna sobre el camp de batalla sense haver de participar físicament. No necessiten lluitar físicament perquè controlen els esdeveniments, mentre que les deïtats masculines sovint es representen lluitant a les batalles. Aquest aspecte condueix a la discussió de les dones com a déus de les matances. Els erudits assenyalen que les deïtats femenines governen l'esdeveniment natural mentre que les deïtats masculines governen l'esdeveniment social.[9] Les principals deesses de la guerra són Morrian, Macha i Bodb.[10]

#### Déus

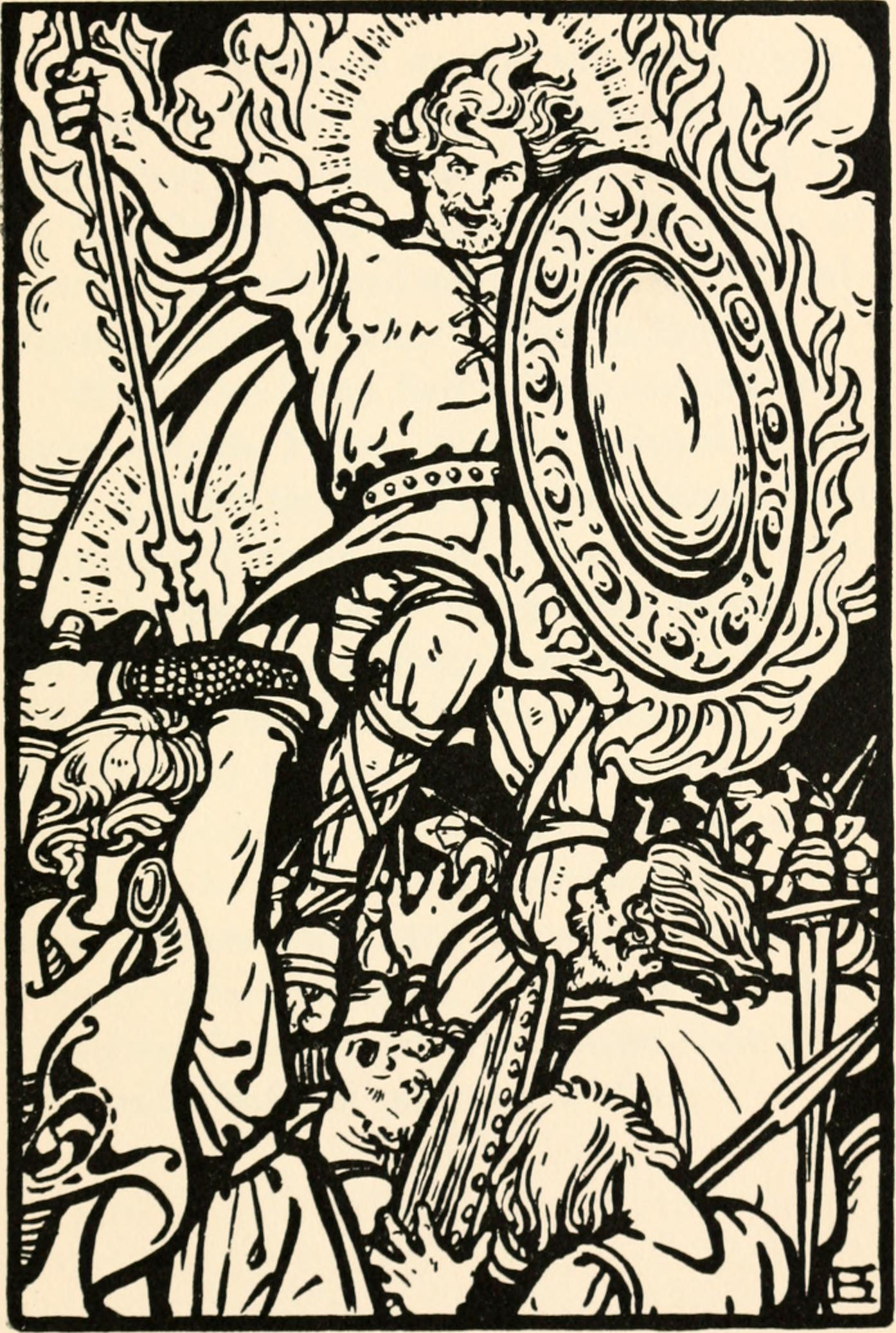
L'heroi Fionn mac Cumhaill. Il·lustració de Beatrice Elvery per al llibre Heroes of the dawn, 1914

Els déus irlandesos es divideixen en quatre grups principals:
- el primer grup abasta els déus més antics de Gàl·lia i Britànnia.
- el segon grup és el cos principal de gran part de la mitologia i envolta els déus irlandesos natius amb les seves llars en els túmuls de sepultura (The Great Barrows of the Dead).
- el tercer grup són els déus que habiten al mar
- el quart grup inclou històries de l'Altre Món.

Els déus que apareixen amb major freqüència són Dagda i Lug. Alguns erudits han argumentat que les històries d'aquests déus s'alineen amb les històries i els déus grecs.

### Druides
Els druides (de l'irlandès antic druí, «molt savi») són omnipresents en fonts literàries, intervenen en tot moment en la vida dels celtes i, més en particular, en tot allò que pertany a la religió. Si el rei és el dipositari de la sobirania, el druida encarna la paraula dels déus, que, de fet, li dona el dret a la vida i a la mort de qualsevol persona. El rei regna sota la direcció espiritual dels seus druides. Tota la vida de la societat cèltica està subjecta als membres de la classe sacerdotal.
La transmissió del coneixement i de l'ensenyament oral són missions que es realitza durant molts anys. És molt sol·licitat per la màgia i rituals més coneguts són la geis i el glam dicinn. Res no impedeix que un druida es casi o agafi les armes; l'expemple més característic és el de Cathbad.
Hi ha alguns druides dèspotes, com Aithirne Ailgesach, que utilitzen la seva ciència per extorsionar a les seves víctimes perquè realitzessin favors impossibles.
El calendari celta està marcat per quatre grans festivitats religioses: Imbolc (fertilitat, 1 de febrer), Beltane (foc, 1 de maig), Lugnasad (collita, 1, d'agost) i Samhain (l'Altre Món, 1 de novembre).

### Herois
Els herois de la mitologia irlandesa es poden trobar en dos grups diferents: els herois de la tribu i els herois que no són de la tribu.
- el primer grup engloba tot allò subjecte a l'home i les seves obres que pertanyen a la tribu i viuen sota les seves lleis. Dins de la tribu, els herois són humans i els déus no ho són. Els herois són coneguts per la seva fúria, ardor, tumescència i velocitat.[7] Un exemple de l'heroi de la tribu és Sentanta-Cu Chulainn, al voltant del qual s'argumenta que s'ha format la mitologia heroica irlandesa. Es caracteritza com a defensor i campió de la seva tribu. Els celtes consideren que el desafiament del destí és una gran virtut d'un heroi.
- la segona part suposa que la naturalesa salvatge pertany als fianna. Això fa èmfasi en l'heroi que no pertany a la tribu. La més notable són les llegendes de Fionn mac Cumhaill. Són fora de les institucions tribals i són guerrers de caça seminòmades. Viuen sota l'autoritat del seu propi líder i sovint els herois mostren una naturalesa semianimal. Aquest atribut converteix els herois en part del món mític i connectat a diverses divinitats.[7]

### Creences sobre l'Altre Món

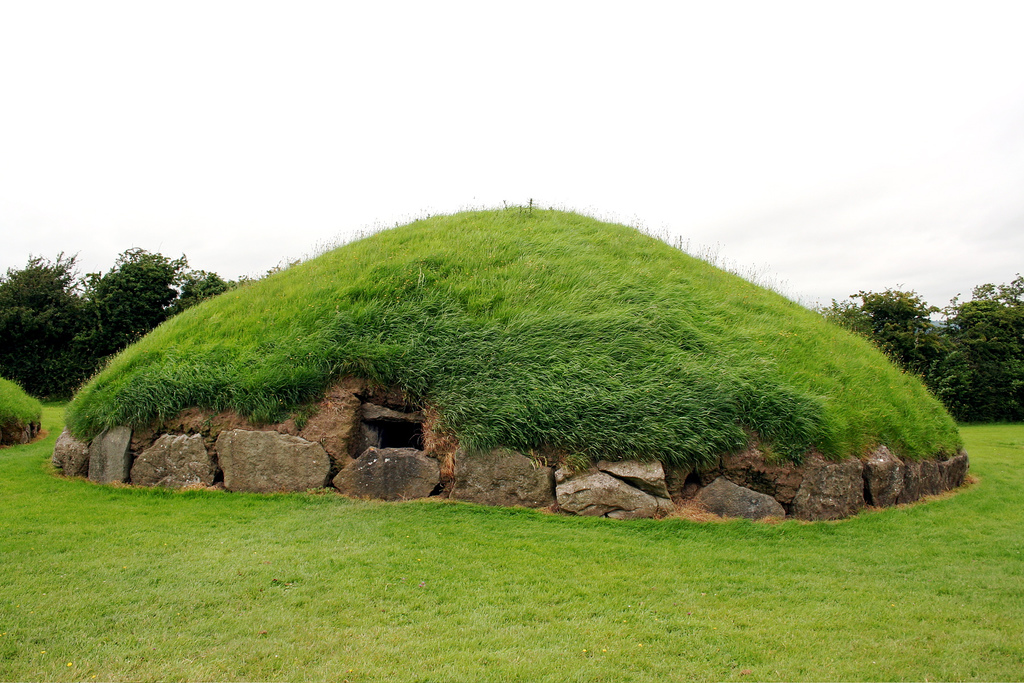
Jaciment arqueològic de Meath

Estrictament parlant, l'Altre Món existia a Irlanda des dels temps mítics. A l'època de Partholón, va ser habitat per fomorians. No obstant això, després de la desaparició dels Tuatha Dé Danann pels milesians (els avantpassats dels actuals irlandesos), els habitants de l'Altre Món eren els tuatha. Dins dels Tuatha Dé Danann, els déus s'organitzaven en grups de tres, nombre sagrat celta (com prova el triskell com a símbol), i tenien Ernmas o Dana com a deessa mare general. Algunes divinitats destacades són Morrigan (deessa de la mort), Dian Cecht (déu de la salut), Macha (deessa de la fertilitat), Ainé (deessa del sol i del cel, Lir (déu del mar), Ogma (déu de l'escriptura) i Lug, el més conegut, un déu del sol que va acabar assumint diversos atributs de divinitats menors fins a ser un dels herois per excel·lència dels relats celtes.
Els noms irlandesos per nomenar l'Altre Món de vegades són generals: Meg Moore (Les grans planes), Meg Mell (Les planes del plaer), Thir N'Ail (L'altre món), Tor-m-Beo (La terra de la vida), Tír na nÓg (La terra de la joventut), Tir Taynhiri (La terra promesa, potser d'origen cristià).
És impossible respondre de forma inequívoca la pregunta d'on es trobava l'Altre Món. D'una banda, l'Altre Món estava més enllà del mar, una illa meravellosa on vivia el seu rei Manannán mac Lir. D'altra banda, era un món subterrani, sota turons encantats. Aquesta ambigüitat era visible a l'època dels fomorians; els seus reis vivien a la vora del mar, però alhora els fomorians vivien a Irlanda, a l'oest del país. Una mica de llum sobre aquesta ambigüitat el pot donar l'allò, el món de l'Altre Món com l'inconscient humà manllevat de la psicoanàlisi. En aquest cas, el mar i els turons han de ser interpretats com a símbols de l'inconscient, com la porta de l'altre món. L'altre món mateix és «l'ombra» d'Irlanda.
En general l'Altre Món i el món real estan separats l'un de l'altre. L'Altre Món era inaccessible per als mortals, a excepció d'algun druida o heroi ben dotat, que hi podia entrar travessant coves especials, però els habitants de l'Altre Món eren lliures d'anar al món real i endur-se gent amb ells. A més, els dos mons convergeixen la nit del 31 d'octubre a l'1 de novembre, durant la festa celta de Samhain. La boira és un llindar dels dos mons; en una densa boira els dos mons s'apropen i s'entrellacen entre si, de manera que en els contes de fades algunes criatures encantades apareixen de la boira.
Es creia que els morts buscaven la calor de la llar durant la nit i, durant la festa a la vigília de Samhain, els seus familiars deixaven les restes dels aliments a taula després de sopar. També es deixava menjar a casa i a les tombes. De vegades, les festes importants, com Lugnasad i Samhain, se celebraven prop de les tombes. Es creia que els morts trobaven la pau prop del foc i de vegades fins i tot es podien veure a través d'ell. Amb el temps, l'aspecte amistós de comunicar-se amb els morts es va perdre en el fons de la identificació dels morts amb les forces del mal.
Com ja s'ha esmentat, la idea de la ubicació dels morts, a la mitologia irlandesa, es divideix. Viuen en una encantadora illa o illes molt més enllà del mar, o sota terra dels turons encantats. Són bells, eternament joves i dominats per la saviesa i el poder. De vegades, tenen un aspecte terrible. Posseeixen tresors, passen temps fent festes, sexe i diversió, tot i que de vegades lluiten contra altres esperits. Són immortals, però poden morir en la batalla. També poden canviar d'aparença o tornar-se completament invisibles. Sovint interfereixen en la vida de les persones, els atrauen als turons, els fan seure i es burlen d'ells, però al final solen alliberar-los i els donen regals i consells savis. De vegades volen ajudar a la gent o es converteixen en éssers sense pietat i brutals.
Val la pena esmentar que els morts eren considerats tant com fantasmes o com morts vivents. En els mites d'Irlanda, els herois morts poden influir en els seus enemics vius des de les seves tombes. Els morts de les antigues sagues tornen al món dels vius amb el seu propi cos. Encara que, paral·lel a això, en les sagues irlandeses s'esmenta el renaixement de deïtats o herois; per exemple, en el cicle mitològic, Ethane, en forma de mosca, va caure en un recipient de vi. Va ser empassada per Etar i, a l'hora indicada, va néixer en forma d'un nen ordinari, però va oblidar per complet la seva existència com a deessa. La idea de la cicle de la vida i la mort estava directament relacionada amb la idea de temporades cícliques i el dia i la nit.

### Antropologia
Els mites d'Irlanda diuen que en els temps antics l'illa estava habitada per races de monstres que tenien els seus déus i la seva cultura. No obstant això, malauradament, en aquestes històries s'observa la influència de la religió cristiana sobre la mitologia antiga. Els cronistes van tractar de relacionar l'origen d'aquestes races i pobles que una vegada van habitar Irlanda amb personatges bíblics. Han quedat pocs mites antropològics dels antics celtes irlandesos, i totes les llegendes sobre l'origen de l'home estan relacionades amb temes bíblics.
Diverses històries expliquen l'arribada dels primers colonitzadors a Irlanda. Banba, amb dues altres filles de Caín, van arribar a aquesta illa amb cinquanta dones i tres homes que van morir de la pesta.
Posteriorment, tres pescadors van arribar a Irlanda i van decidir establir-se, però quan van tornar per les seves dones van morir a la inundació del Diluvi universal.
El més popular és la descripció de l'arribada dels nets de Noè a Irlanda; la seva arribada va ser gràcies a la guia de la «mà de Déu». No obstant això, molt després que ells, l'illa va ser ocupada pels formorians (dimonis i descendents de Cam), que van lluitar contra Partholón i el seu poble, que vivien en aquella època a les illes i que també eren descendents de Noé. Del Lebor Gabála Érenn (El llibre de les invasions), se sap que les següents persones que es van ocupar l'illa van ser els Tuatha Dé Danann, que venien del cel i van vèncer als formorians. Els Tuata Dé Dannan va romandre a Irlanda fins a l'arribada dels milesians (avantpassats dels actuals habitants d'Irlanda), que venien de les terres d'Hispània. Els Tuata Dé Dannan supervivents de les batalles contra els milesians es van establir sota els turons i es van convertir en fades, sobre els quals hi ha moltes llegendes.

### Màgia i encanteris

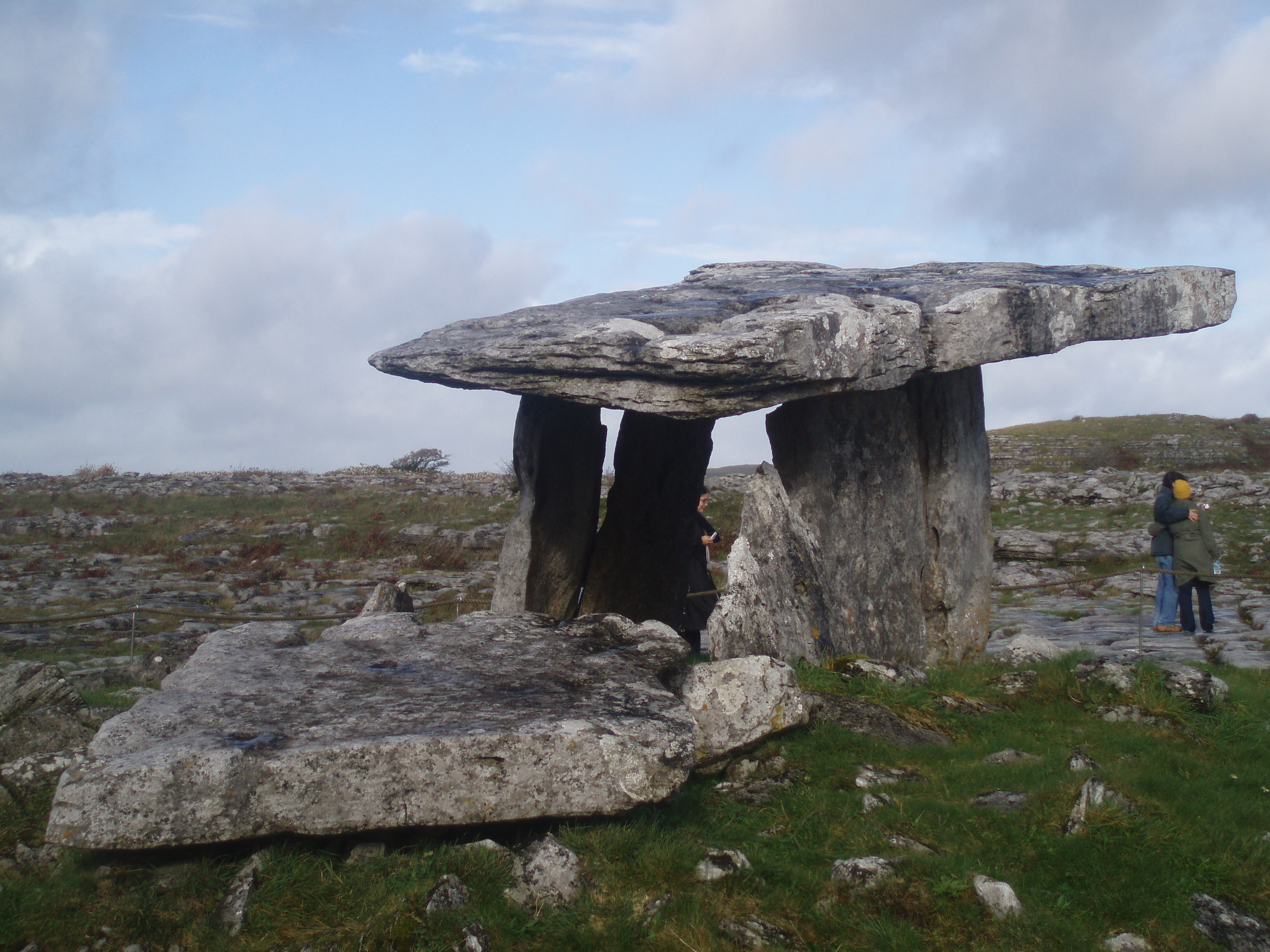
Dolmen de Poulnabrone, Irlanda

Qualsevol podia realitzar pràctiques màgiques, però gairebé sempre eren els druides qui les feien, que en molts aspectes eren superior a les realitzades pels xamans de les tribus bàrbares. Però aquests ritus màgics també es van atribuir als déus, per això Tuatha Dé Danann i la majoria de les deïtats que apareixen en el Mabinogion es descriuen com mags. També es parla dels líders com a mags. Juntament amb els druides que posseïen màgia, hi havia classes de dones que també coneixien la màgia. Fins i tot Sant Patrici marca especialment l'«encanteri de les dones». Després que els druides van desaparèixer, totes les habilitats màgiques, com el poder sobre el temps, l'ús de màgia i amulets, la transformació a altres éssers, la possibilitat de fer-se invisibles, van començar a atribuir-se a les bruixes. Antigament es creia que els druides van crear tots els elements de la natura. Sembla que podien causar un dia boirós o transformat el dia en nit, això fins i tot es menciona en la vida dels sants irlandesos. Fins i tot podien enviar «núvols de foc» a les forces enemigues, com en el cas de la druida Meg Ruithm, que va crear un foc màgic i el va enviar contra un enemic, el druida del qual no va poder protegir-lo.
Amb l'ajuda d'encanteris, les ferides i les malalties podien ser tractades. El poder d'un encanteri estava contingut en una fórmula que habitualment es recitava amb el nom d'un deu o d'un esperit (més endavant d'un sant), perquè intervingués a través del poder que contenia el seu nom. Es va considerar la màgia de les pedres, que es consideraven com a vivenda dels esperits. A Irlanda, es creia que els dolmens tenien el poder de la fertilitat i eren visitats per dones que volien tenir fills.
El cristianisme no va negar la màgia dels druides, però estava convençut que aquesta màgia ajudava al diable i, per tant, havien de derrotar aquesta màgia pel poder de la seva fe. Sant Patrici va dispersar una tempesta de neu i va enviar la foscor als druides, i va destruir els druides que van enviar foc del cel. Accions similars s'atribueixen a Sant Columba d'Iona i altres. Posteriorment, el cristianisme va transferir les accions màgiques dels druides als sants; podien volar, brillar amb llum celestial, tenien el do de la clarividència o el poder de la paraula, i podien maleir als ateus. Els sants vius podien curar, hipnotitzar i profetitzar, i també els àngels els servien.

## La saga irlandesa
No es coneix exactament l'origen de la saga irlandesa. Fins i tot és controvertit que originalment existia de forma oral, i després, amb l'arribada del cristianisme a Irlanda, va ser escrit (i no de forma fictícia) pels monjos. En qualsevol cas, l'enregistrament de la saga irlandesa, una composició èpica, va ser el major assoliment cultural de l'Irlanda medieval. El més antic dels manuscrits supervivents és el Lebor na hUidre (Llibre de la vaca bruna) (finals del segle xi i principis del xii), que va rebre el seu nom pel pergamí sobre el qual va ser escrit. Es conserva a la biblioteca de la Reial Acadèmia d'Irlanda.
Els llibres antics coneguts són el Leabhar na Laigineach (Llibre de Leinster) (principis del segle xii, conservat la biblioteca de Trinity College de Dublin) i el Manuscrit Rawlinson B 502 (Rawl.) (Bibliotheca Bodleiana, Universitat d'Oxford). Al mateix temps, la majoria dels materials es remunten molt abans que fossin creats aquests manuscrits. L'anàlisi lingüística mostra que alguns dels fragments de prosa es remunten al segle vii i alguns dels poemes són datats del segle vi.

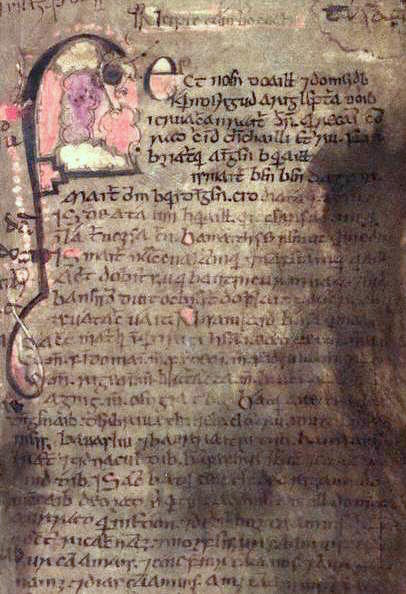
Pàgina del Llibre de Leinster
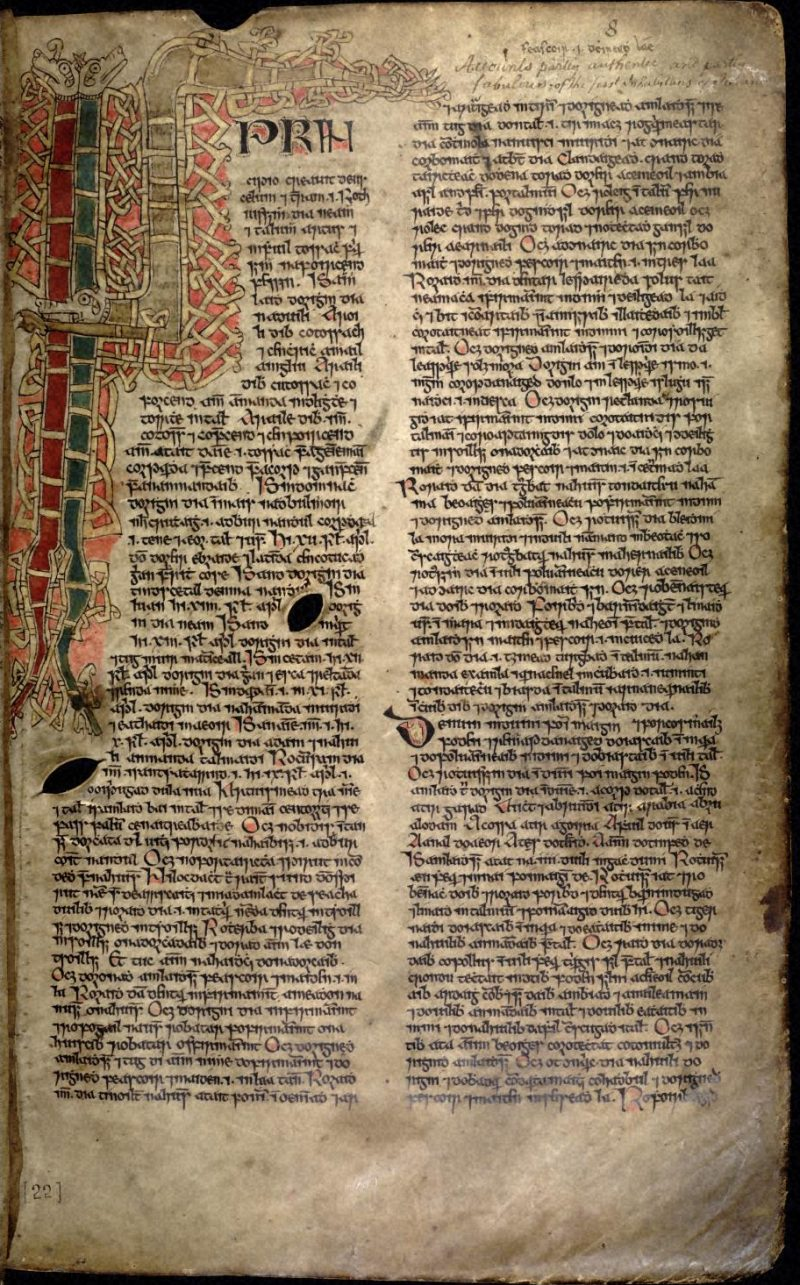
Pàgina 8 del Llibre de Ballymote

També han aparegut una col·lecció de quatre manuscrits a l'oest d'Irlanda de finals del segle xiv i principis del segle xv: El llibre groc de Lekala, El gran llibre de Lekala, El Llibre de Mayne i El llibre de Ballymote. El primer d'ells conté una part de la versió més antiga coneguda de El segrest del bou Kualnhe i es manté al Trinity College de Dublin. Els altres es troben a la Reial Acadèmia d'Irlanda. Val la pena parar atenció a altres manuscrits del segle xv (com el Leabhar Fhear Maí (El llibre de Fermoy)) i les obres sincrètiques posteriors com Foras Feasa ar Éirinn (La fundació del coneixement a Irlanda) de Geoffrey Keating (c. 1640), sobretot tenint en compte que els compiladors posteriors podrien haver estat capaços d'utilitzar els manuscrits que falten actualment.
Han sobreviscut molts textos referents a la saga irlandesa fins als nostres dies. Els filòlegs Jackson Kenneth i Olmstead Garret divideixen la saga en quatre en cicles:
| Cicle mitològic | Cicle de l'Ulster | Cicle fenià | Cicle històric |
| --------------- | ----------------- | ----------- | -------------- |
|                 |                   |             |                |

Les històries van ser escrites majoritàriament per monjos irlandesos que desitjaven immortalitzar les històries nacionals, però aquests escrits van estar sotmesos a una interpretació lleugerament alterada des del punt de vista cristià, i els antics déus van ser eliminats.

### El cicle mitològic

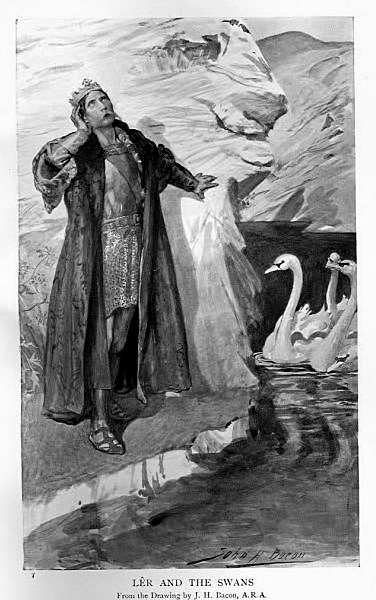
Ler i els cignes, de Harold Robert Millar, publicat a Celtic Myth and Legend per Charles Squire, 1905

El cicle mitològic, que comprèn històries dels antics déus i dels orígens dels irlandesos, és el menys ben conservat dels quatre cicles. Es tracta de les persones principals que van envair i habitaren l'illa. Les persones inclouen Cessair i els seus seguidors, els Formorians, els Partholonians, els Nemedians, els Fir Bolgs, els Tuatha Dé Danann, i els Milesians. Les fonts més importants són el Dindshenchas (La tradició dels llocs) i el Lebor Gabála Érenn (El llibre de les invasions). Altres manuscrits conserven relats mitològics com El sommni d'Aengus, La celebració d'Étain i Cath Maige Tuireadh (La (segona) batalla de Magh Tuireadh). Una de les històries més conegudes de tots els irlandesos, Oidheadh Clainne Lir (La tragèdia dels fills de Ler), també forma part d'aquest cicle.
Lebor Gabála Érenn és una pseudo-història d'Irlanda, que fa referència a l'ascendència dels irlandesos anterior a Noé. Explica una sèrie d'invasions o «saqueigs» d'Irlanda per una successió de pobles, la cinquena dels quals era la gent coneguda com a Tuatha Dé Danann (Pobles de la Deessa Danu), que es creia que havien habitat a l'illa abans de l'arribada dels gaels, o milesians. Es van enfrontar a l'oposició dels seus enemics, els fomorians, liderats per Balor «el de l'ull maligne». Balor va ser eventualment assassinat per Lug Lámfada «el de la mà destra» en la Segona batalla de Magh Tuireadh. Amb l'arribada dels gaels, els Tuatha Dé Danann es van retirar sota terra per convertir-se en el poble de les fades dels mites i llegendes posteriors.
El corpus literari Dindshenchas és el gran treball onomàstic de l'antiga Irlanda, donant noms llegendaris en una seqüència de poemes. Inclou una gran quantitat d'informació important sobre figures i relats del Cicle mitològic, inclosa la batalla de Tailtiu, en la qual els Tuats Dé Danann van ser derrotats pels milesians.
És important assenyalar que a l'edat mitjana, els Tuatha Dé Danann no es veien com déus o una mena de formes màgiques d'una antiga edat d'or d'Irlanda. Textos com Lebor Gabála Érenn i Cath Maige Tuireadh els presenten com reis i herois del passat llunyà, amb històries de la seva mort. No obstant això, hi ha evidències considerables, tant en els textos com des del món celta més ampli, que antigament eren deïtats.
Fins i tot després de ser desplaçats com a governants d'Irlanda, personatges com Lug, Mórrígan, Aengus i Manannán Mac Lir apareixen en històries establertes uns segles després, traint la seva immortalitat. Un poema del Llibre de Leinster enumera molts dels Tuatha Dé, però acaba dient «encara que [l'autor] els enumera, no els adora». Goibniu, Creidhne i Luchta s'anomenen Trí Dé Dána («els tres déus de l'artesania»), i el nom de Dagda s'interpreta en textos medievals com «el bon déu». Nuada està relacionada amb el déu britànic Nodens; Lug és un reflex de la deïtat pancelta Lug, nom que significa «Llum»; Tuireann pot estar relacionat amb el Taranis gallec, Ogma a Ogmios, i Badb a Cathubodua.

### El cicle de l'Ulster(Cicle de la branca vermella o Cicle deCú Chulainn)
El cicle de l'Ulster es configura tradicionalment al voltant del segle i aC, i la major part de l'acció té lloc a les províncies d'Ulster i Connacht. Consisteix en un grup de contes heroics sobre la vida de Conchobar Mac Nessa (rei d'Ulster), el gran heroi Cú Chulainn, (fill de Lug), dels seus amics, amants i enemics. Aquests són els Ulaid, o els habitants de la cantonada nord-oriental d'Irlanda, i l'acció de les principals històries succeeix al voltant de la cort reial d'Eamhain Mhacha, prop de la moderna ciutat d'Armagh. Els Ulaid tenien vincles estrets amb la colònia irlandesa a Escòcia, i una part de la formació de Cú Chulainn té lloc en aquesta colònia.
El cicle consisteix en històries del naixement, infància, entrenament, festeigs, batalles i mort dels herois i reflecteix una societat guerrera en la qual la guerra consisteix principalment en combats individuals i la riquesa es mesura principalment en el bestiar. Aquestes històries estan escrites principalment en prosa. La peça central del cicle de l'Ulster és el Táin Bó Cúailnge. Altres relats importants del Cicle de l'Ulster inclouen La tràgica mort de l'únic fill d'Aife, La festa de Bricriu i la Destrucció de l'alberg de Da Derga. L'exili dels fills d'Usnach, més conegut com La tragèdia de Deirdre i la font de les obres de John Millington Synge, William Butler Yeats i Vincent Woods, també forma part d'aquest cicle.
Aquest cicle és, en alguns aspectes, proper al cicle mitològic. Alguns dels personatges d'aquest darrer tornen a aparèixer, i la mateixa màgia de canvi de formes és molt evident, al costat d'un realisme somrient i gairebé insensible. Tot i que podem sospitar que alguns personatges, com ara Medb o Cú Roí, van ser una vegada deïtats, i Cú Chulainn mostra, en particular, un poder superhumà, els personatges són mortals i estan associats a un temps i lloc específics. Si el cicle mitològic representa una Edat d'or, el cicle d'Ulster representa l'Era dels herois d'Irlanda

### El cicle fenià(Cicle de Fin o Cicle d'Ossian)

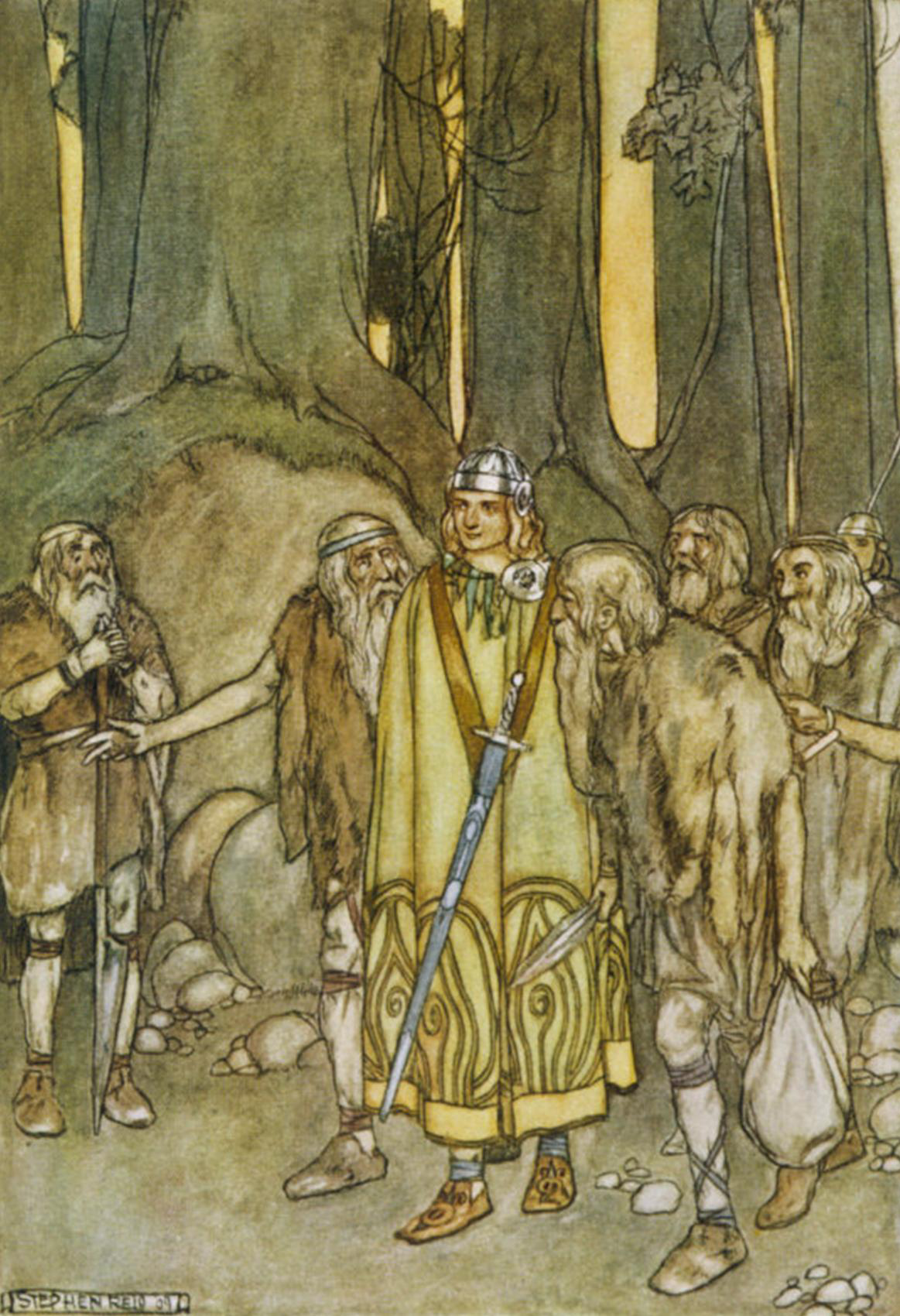
Finn McCool i els Fianna

Igual que el cicle de l'Ulster, el cicle fenià, també anomenat cicle d'Ossian, es refereix als fets dels herois irlandesos. Les històries del cicle fenià semblen establir-se entorn del segle iii i principalment a les províncies de Leinster i Munster. Es diferencien dels altres cicles en la força dels seus vincles amb la comunitat gaèlica parlant a Escòcia, i que hi ha molts textos fenians actuals d'aquest país. També es diferencien del cicle de l'Ulster pel fet que les històries es deien principalment en vers i que estan més a prop de la tradició del romanç que de la tradició de l'èpica. Les històries es refereixen a les actuacions de Fionn mac Cumhaill i la seva banda de soldats, els Fianna.
L'única font més important del cicle fenià és l'Acallam na Senórach (El col·loqui dels ancians), que es troba en dos manuscrits del segle xv, el Llibre de Lismore i Laud 610, així com un manuscrit del segle xvii de Killiney, Comtat de Dublín. El text està datat, amb proves lingüístiques evidents, del segle xii. El text registra converses entre Caílte mac Rónáin i Ossian (els últims membres supervivents dels Fianna) i Sant Patrici, i consta d'unes 8.000 línies. Les dates tardanes dels manuscrits poden reflectir una tradició oral més llarga per a les històries del cicle fenià.
Els Fianna de la història es divideixen en el Clann Baiscne, dirigit per Fionn Mac Cumhaill (sovint representat com Finn MacCool o Finn Fill de Cumhall), i el Clann Morna, liderat pel seu enemic, Goll Mac Morna. Goll va matar el pare de Fionn, Cumhal, en la batalla i el noi Fionn va ser criat en secret. De jove, va ser entrenat en l'art de la poesia, i es va cremar accidentalment el polze durant la cocció del Salmó del coneixement, que li va permetre xuclar o menjar el seu polze i rebre saviesa. Es va convertir en el cap de la seva banda i es van dir nombroses històries de les seves aventures. Dos dels més grans dels contes irlandesos, Tóraigheacht Dhiarmada agus Ghráinne (La persecució de Diarmuid i Gráinne) i Ossian a Tír na nÓg formen part del cicle. La història de Diarmuid i Gráinne, que és un dels pocs contes en prosa del cicle fenià, i és probablement la font de Tristany i Issolda.
El món del cicle fenià és aquell en què els guerrers professionals passen el temps buscant, lluitant i fent aventures en el món espiritual. S'espera que els nous integrants de la banda tinguin coneixement de la poesia, a més de realitzar diverses proves físiques o missions. L'autoria de la majoria dels poemes s'atribueix a Ossian. Aquest cicle crea un pont entre els temps pre-cristià i cristià.

### El cicle històric(o Cicles dels reis)
Va ser part del deure dels bards medievals irlandesos, o dels poetes de la cort, registrar la història de la família i la genealogia del rei que van servir. Això ho feien en poemes que barrejaven la mitologia i la història en major o menor grau. Les històries resultants van formar el que s'ha conegut com el Cicle Històric (o més correctament, els Cicles dels Reis, ja que hi ha diverses agrupacions independents).
Els reis que s'inclouen van des del gairebé enterament mitològic Labraid Loingsech, que suposadament es va convertir en Gran Rei d'Irlanda al voltant del 431 aC, al històric històric rei Brian Boru (c. 941 - 1014). No obstant això, la major glòria del cicle històric és el Buile Shuibhne (La bogeria de Shuibhne), un conte del segle xii explicat en vers i en prosa. Shuibhne, rei de Dál nAraidi, va ser maleït per sant Ronan i es va convertir en una espècie de mig home i mig ocell, condemnat a viure la seva vida al bosc, fugint dels seus companys humans. La història ha capturat la imaginació dels poetes contemporanis irlandesos i ha estat traduïda per Trevor Joyce i Seamus Heaney.

## Altres contes

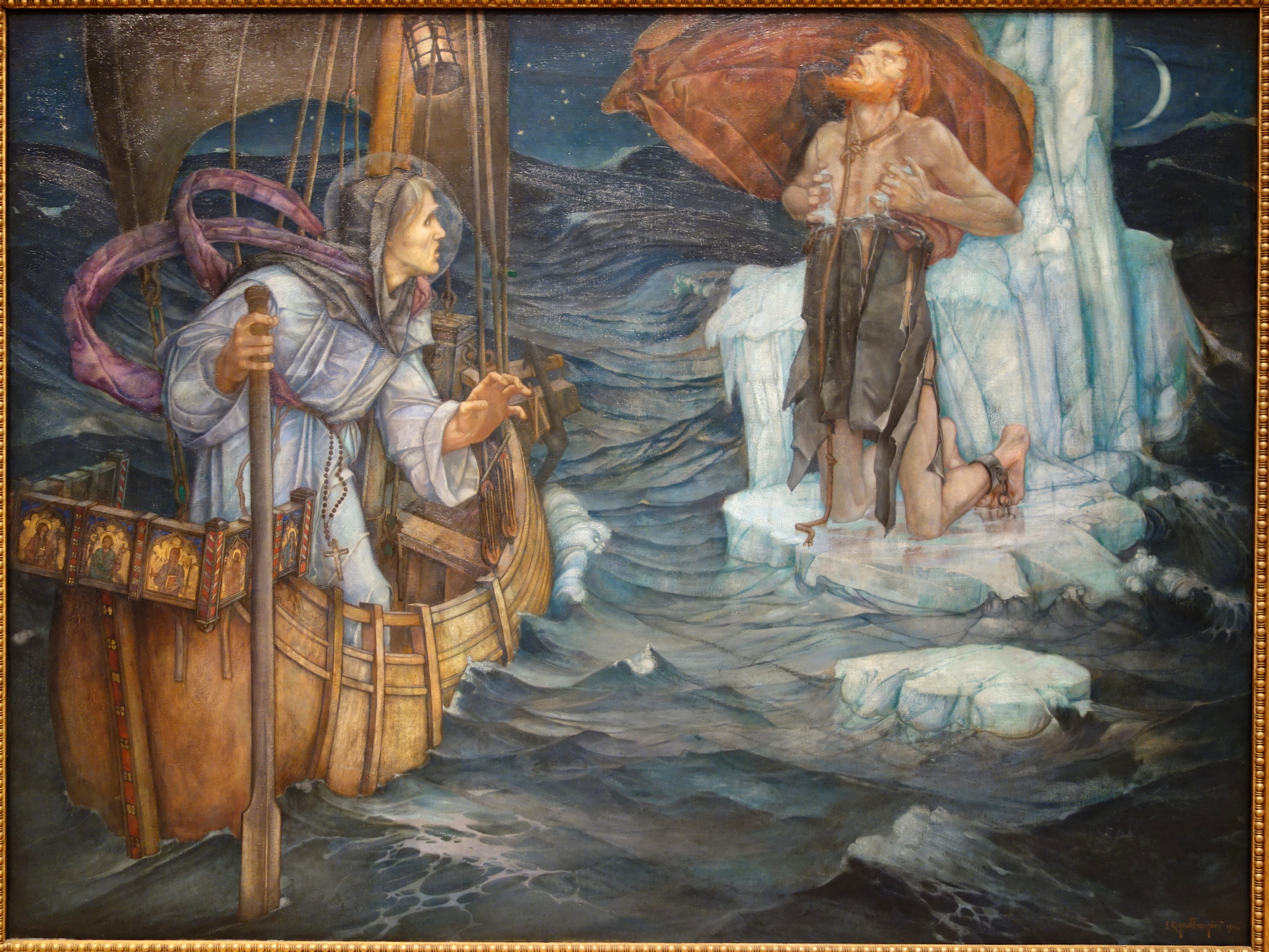
Viatge de Sant Brandan, per Edward Reginald Frampton, 1908

### Aventures
Les aventures, o echtrae, són un grup de relats de visites a l'altre món irlandès (que pot estar a l'oest a través del mar, subterrani o simplement invisible per als mortals). El més famós, Ossian a Tir na nÓg, pertany al ciclefenià, però sobreviuen diverses aventures independents, com L'aventura de Conle, El viatge de Bran Mac Ferbail i L'aventura de Lóegaire.

### Viatges
Els viatges, o immrama, són contes de viatges marítims i de les meravelles que es veuen, que poden ser el resultat de la combinació de les experiències dels pescadors amb altres elements del Més enllà i aventures. Dels set immama esmentats en els manuscrits, només han sobreviscut tres: el Viatge de Mael Dúin, el Viatge de l'Uí Chorra i el Viatge de Snedgus i Mac Riagla. El Viatge de Mael Duin és el precursor del posterior Viatge de Sant Brandan. Encara que no era tan antic, després de les obres del segle viii, que van influir en la literatura europea, es va incloure La visió d'Adamnà.

### Contes populars
Durant els primers anys del segle xx, l'escriptor britànic Herminie Templeton Kavanagh (1861-1933) va escriure molts contes populars irlandesos que va publicar en revistes i en dos llibres. Vint-i-sis anys després de la seva mort, els contes dels seus dos llibres, Darby O'Gill and the Good People (Darby O'Gill i el Poble dels bons), i Ashes of Old Wishes (Cendres d'antics desitjos) van ser utilitzats per fer la pel·lícula de Darby O'Gill and the Little People (Darby O'Gill i els follets, 1959), de Robert Stevenson. Es va assenyalar que la dramaturga irlandesa Lady Gregory també va recollir històries populars per preservar la història irlandesa.